# Hylas
Hylas – w mitologii greckiej jeden z Argonautów.
Uchodził za syna Tejodamasa, króla Dryopów, oraz nimfy Menodike. Według Parandowskiego – syn Heraklesa. Wierny towarzysz i ulubieniec Heraklesa, który zabrał go ze sobą na wyprawę Argonautów. W czasie pobytu w Myzji został wciągnięty przez nimfy zachwycone jego urodą do źródła Pagaj, z którego próbował zaczerpnąć wodę. Na pamiątkę tego zdarzenia mieszkańcy Myzji obchodzili święto, w czasie którego składali ofiary nad źródłem.